# Torcello
Torcello – wyspa położona na północny wschód od historycznego centrum Wenecji w Północnych Włoszech, sąsiaduje od południa z Burano i Mazzorbo.
Wyspa jest jednym z najstarszych ośrodków Laguny Weneckiej. Znaczenie jej spadło wraz z rozwojem sąsiedniej Wenecji oraz zmianami ambientalnymi. Obecnie na wyspie mieszka 18 osób. Ze względu na dziedzictwo archeologiczne, jakie się na niej znajduje, wciąż odwiedzają ją turyści.

## Geografia
Sąsiadując od południa z Burano, znajduje się w strefie bagnisk i torfowisk. Od południowego zachodu oblewają ją wody kanału Borgognoni i Burano, od południowego wschodu kanału św. Antoniego, od północy kanału Torcello, od wschodu i północy otwierają się bagna Rosa i Centrega.

## Zabytki
Na Torcello znajdują się następujące zabytki:
- Bazylika Santa Maria Assunta z VII-XI w., dawna katedra zniesionej diecezji w Torcello
- Kościół Santa Fosca z XI-XII w.
- Muzeum prowincjalne
- Ponte del Diavolo, most z XV w.